# Herpyllus
Pour les articles homonymes, voir Bonna (homonymie).
Genre
Synonymes
- Bonna O. Pickard-Cambridge, 1898

Herpyllus (ou Bonna) est un genre d'araignées aranéomorphes de la famille des Gnaphosidae.

## Distribution
Les espèces de ce genre se rencontrent en Amérique et en Asie.

## Liste des espèces
Selon World Spider Catalog (version 22.0, 01/05/2021) :
- Herpyllus australis (Holmberg, 1881)
- Herpyllus bensonae Fox, 1938
- Herpyllus brachet Platnick & Shadab, 1977
- Herpyllus bubulcus Chamberlin, 1922
- Herpyllus coahuilanus Gertsch & Davis, 1940
- Herpyllus cockerelli (Banks, 1901)
- Herpyllus convallis Chamberlin, 1936
- Herpyllus coreanus Paik, 1992
- Herpyllus ecclesiasticus Hentz, 1832
- Herpyllus emertoni Bryant, 1935
- Herpyllus excelsus Fox, 1938
- Herpyllus fidelis (O. Pickard-Cambridge, 1898)
- Herpyllus frio Platnick & Shadab, 1977
- Herpyllus gertschi Platnick & Shadab, 1977
- Herpyllus giganteus Platnick & Shadab, 1977
- Herpyllus hesperolus Chamberlin, 1928
- Herpyllus iguala Platnick & Shadab, 1977
- Herpyllus lativulvus Denis, 1958
- Herpyllus malkini Platnick & Shadab, 1977
- Herpyllus paropanisadensis Denis, 1958
- Herpyllus perditus (Banks, 1898)
- Herpyllus perote Platnick & Shadab, 1977
- Herpyllus pictus (F. O. Pickard-Cambridge, 1899)
- Herpyllus propinquus (Keyserling, 1887)
- Herpyllus proximus Denis, 1958
- Herpyllus regnans Chamberlin, 1936
- Herpyllus reservatus Chamberlin, 1936
- Herpyllus scholasticus Chamberlin, 1922
- Herpyllus schwarzi (Banks, 1901)
- Herpyllus sherus Platnick & Shadab, 1977
- Herpyllus vicinus Denis, 1958

## Publication originale
- Hentz, 1832 : « On North American spiders. » American Journal of Science and Arts, vol. 21, p. 99-122 (texte intégral).